# ラ・レアル
ラ・レアル（フランス語: La reale）とは、16世紀頃のフランス海軍ガレー船艦隊の旗艦に与えられた呼び名である。国王旗を掲げ、艦隊司令が乗艦する。ラ・レアル・ド・フランス（La reale de France）とも言う。
17世紀・ルイ14世の時代のものが最も有名で、61本の櫓と2本のマストに巨大なラテンセイルを持つ。
1690年には、ルイ14世の命令により後継艦としてラ・ロワイヤル（La royale）が建造されている。